# Dušan Kutlešić
Dušan Kutlešić (in serbo Душан Кутлешић?; Užice, 30 ottobre 1994) è un cestista serbo.

## Palmarès

### Individuale
- MVP finals ABA 2 Liga: 1

Zlatibor Čajetina: 2021-22
- KLS MVP: 1

Zlatibor Čajetina: 2021-22